# Флаг Усть-Енисейского района
Флаг муниципального образования Усть-Енисе́йский район Таймырского (Долгано-Ненецкого) автономного округа Российской Федерации — опознавательно-правовой знак, служащий официальным символом муниципального образования.
Флаг утверждён 19 июня 2003 года и внесён в Государственный геральдический регистр Российской Федерации с присвоением регистрационного номера 1476.
1 января 2007 года Таймырский (Долгано-Ненецкий) автономный округ и Красноярский край, слившись, образовали единый субъект Российской Федерации — Красноярский край. Территория Усть-Енисейского района вошла в состав Таймырского района Красноярского края.
В настоящее время де-факто данный флаг используется в качестве официального символа муниципального образования сельское поселение Караул Таймырского Долгано-Ненецкого района.

## Описание
«Прямоугольное красное полотнище с отношением ширины к длине 2:3, с синей полосой вдоль нижнего края в 3/10 ширины и отделённую узкой белой выщербленной линией и несущее в центре белые фигуры из герба района: бегущего оленя и осетра».

## Обоснование символики
Основным видом деятельности коренного населения являются оленеводство и рыболовство — это на флаге символизируют олень и осётр.
Символика рыбы и воды означают всеобщее обновление природы, плодовитость и здоровье.
Белая волнистая полоса символизирует главную водную артерию Таймыра — реку Енисей. Белый цвет на флаге говорит также и о бескрайних северных просторах.
Синяя полоса аллегорически показывает газовые месторождения.